# Lei Valentín Paz-Andrade
A Lei nº 1/2014, do 24 de marzo, para o aproveitamento da língua portuguesa e vínculos coa lusofonía, mais conhecida como Lei Valentín Paz-Andrade, é uma lei do Parlamento da Galiza. Nascida a partir da Iniciativa Legislativa Popular Valentín Paz-Andrade, de onde se retira o nome pelo qual a lei é mais comumente conhecida, trata-se de um instrumento normativo que visa estreitar os laços da Galiza e da variedade galega da língua portuguesa com o resto de variedades da língua portuguesa e os países em que ela é oficial. A Iniciativa Popular, especialmente apoiada por setores reintegracionistas da sociedade, tem seu nome em homenagem ao economista, jurista e escritor galego Valentín Paz-Andrade, ilustre defensor da reaproximação entre a norma escrita galega e portuguesa.
Ao ser enviada ao Parlamento, em 2012, a iniciativa contava com 17.000 assinaturas e foi aprovada por unanimidade em 2014.